# Casa de Uphagen

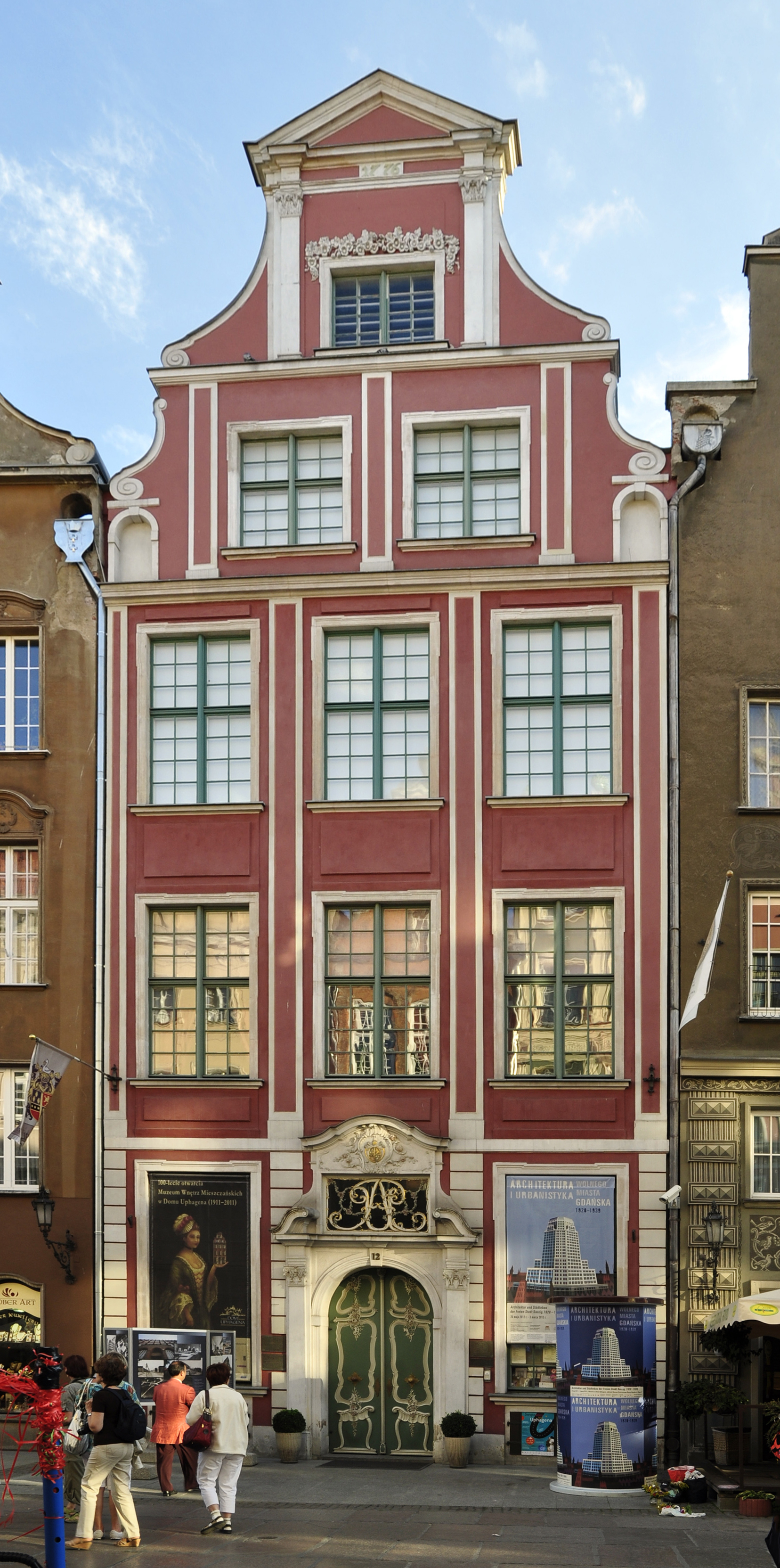
Fachada principal.

La casa de Uphagen (en polaco Dom Uphagema) es la vivienda de un mercader, datada del siglo xviii y que se encuentra en la calle Długa, número 12 (en la ciudad de Gdansk, Polonia). Fue propiedad en Johann Uphagen y en el año 1911 se convirtió en museo. Hoy en día en una de las pocas casas de mercaderes de esta época abierta al público en la ciudad. 

## Historia
El edificio fue comprado en el año 1775 por el mercader Johan Uphagen. Tras la compra, la casa fue sometida a una serie de cambios que la adaptarían a las necesidades de un rico comerciante del siglo xviii. Uphagen murió en el año 1802, y la propiedad de la casa pasó por distintas generaciones de descendientes de Uphagen. En 1911 fue convertida en un museo, y así permaneció hasta el año 1944, cuando un buen número de sus muebles fueron despojados por los alemanes que custodiaban el museo tras la invasión de Polonia. Al igual que gran parte de Gdansk, fue destruida durante el avance soviético por la zona. El edificio fue reconstruido tras la Segunda Guerra Mundial, pero no fue abierto al público hasta el año 1998.